# ねずみはこわい
『ねずみはこわい』（原題：Slap Happy Lion, 1947年）は、アメリカ合衆国の映画会社メトロ・ゴールドウィン・メイヤーに所属していたテックス・アヴェリー作品のひとつ。

## 作品内容
あるライオンはとても強かった。大きく吠えばどんな動物でも逃げるくらい。だがネズミに吠えたところ、怖がりもせずに逃げようともしない。そこでライオンは気がおかしくなり、ネズミに恐怖を感じるようになる。それを利用し、ネズミはいろいろライオンをいじめるが…。
なぜか最後の「THE END」のテロップに「トムとジェリー」のものが流用されている。